# Drapeau de Des Moines
 (juillet 2025).
Le contenu est difficilement compréhensible vu les erreurs de traduction, qui sont peut-être dues à l'utilisation d'un logiciel de traduction automatique.
Le drapeau de Des Moines, dans l’Iowa, aux États-Unis, a été conçu par Walter T. Proctor. Sur un fond bleu se trouve une bande verticale rouge le long du palan, le côté droit de la bande s’inclinant vers l’intérieur vers le palan et une balance des blancs de trois « ponts » horizontaux.

## Symbolisme
Bien qu’il n’y ait pas de symbolisme documenté pour la bande rouge, son créateur a indiqué que la sélection des couleurs rouge, blanc et bleu devait refléter la palette de couleurs du drapeau des États-Unis d'Amérique.

## Ponts
Les trois « ponts » blancs qui traversent le drapeau symbolisent les ponts Grand, Locust et Walnut Street sur la rivière Des Moines.
À partir du 19 septembre 2016, le pont de l’avenue Grand a été fermé pour démolition, puis reconstruction en raison de déficiences structurelles, et a rouvert à la fin de 2017. Les autres ponts adjacents au pont de l’avenue Grand doivent subir le même traitement au cours des années suivantes. Ils ne seront pas reconstruits dans le même style et n’auront pas de supports d’arche fonctionnels. La construction sera de conception carrée/rectangulaire standard avec des arcs de façade sur les côtés

## Histoire
En 1974, le conseil municipal de Des Moines a soumis une proposition de drapeau de la ville. Lorsque le projet de Walter T. Proctor a été adopté par le conseil municipal le 15 avril 1974, il a officialisé l’importance des ponts de la rivière Des Moines en noyer, de la rue Locust et de la Grand Avenue pour la ville. Le drapeau représente, selon les mots de Proctor, les « ponts modernes » qui relient les côtés est et ouest de la ville à travers un point de repère géographique clé à Des Moines : la rivière Des Moines. Proctor pense que ces ponts symbolisent l’unité de la ville autrement divisée par le fleuve.
En 2008, le drapeau a été discrètement retiré après que la ville a adopté un nouveau logo, bien qu’il ne soit pas clair si le drapeau a été modifié par la loi. En 2019, à la suite d’une campagne menée par un couple local, le conseil municipal a confirmé la conception à trois ponts comme drapeau de la ville.

## À propos de la rivière et des ponts
La rivière coule vers le sud le long du côté est du centre-ville au centre des services municipaux (hôtel de ville, armurerie, bibliothèque, poste de police), avant de rejoindre la rivière Raccoon juste au sud du Principal Park. Des Moines développe à nouveau des attractions communautaires autour de la rivière en construisant une promenade urbaine de plusieurs millions de dollars le long de la rivière, largement financée par Principal Financial Group.